# Hyuna
Dans ce nom coréen, le nom de famille, Kim, précède le nom personnel.
Kim Hyun-ah (coréen : 김현아 ; née le 6 juin 1992 à Séoul), mieux connue sous le nom de scène Hyuna, souvent stylisé HyunA, est une rappeuse, danseuse et mannequin sud-coréenne. Elle commence sa carrière en 2007 dans le groupe Wonder Girls géré par l'agence JYP Entertainment, qu'elle quitte en 2008 pour rejoindre Cube Entertainment, où elle est active en tant qu'artiste solo mais aussi en tant que membre du groupe 4Minute (2009-2016), du duo Trouble Maker (2011-2018) avec Jang Hyun-seung et du groupe Triple H (2017-2018) avec Hui (membre du groupe Pentagon) et Dawn (en) (ex-membre de Pentagon).
En octobre 2018, elle quitte définitivement Cube Entertainment après le fort retentissement médiatique de l'annonce publique de sa relation amoureuse avec Dawn. Courant janvier 2019, Dawn et elle signent chez P-Nation, le label de Psy, mais elle quitte le label en 2022, mais alors, le 6 novembre 2023, elle a décidé de reporter sa signature de contrat avec la nouvelle agence EgoENT le 1er février 2024, mais en août 2024, elle rejoint officiellement le groupe de filles VVUP (id), où elle est la nouvelle leader.

## Biographie

### Enfance
Kim Hyuna a deux frères plus jeunes. Elle fait ses études dans diverses écoles dont la Choong Chun Middle School et la Korea High School of Music and Arts, et par la suite l'université Konkuk, en se spécialisant principalement dans l'histoire des arts. Hyuna a un tatouage sur son épaule gauche, avec écrit : « My mother is the heart, that keeps me alive », ce qui signifie en français « Ma mère est le cœur, qui me maintient en vie ».

### Débuts (2007–2012)

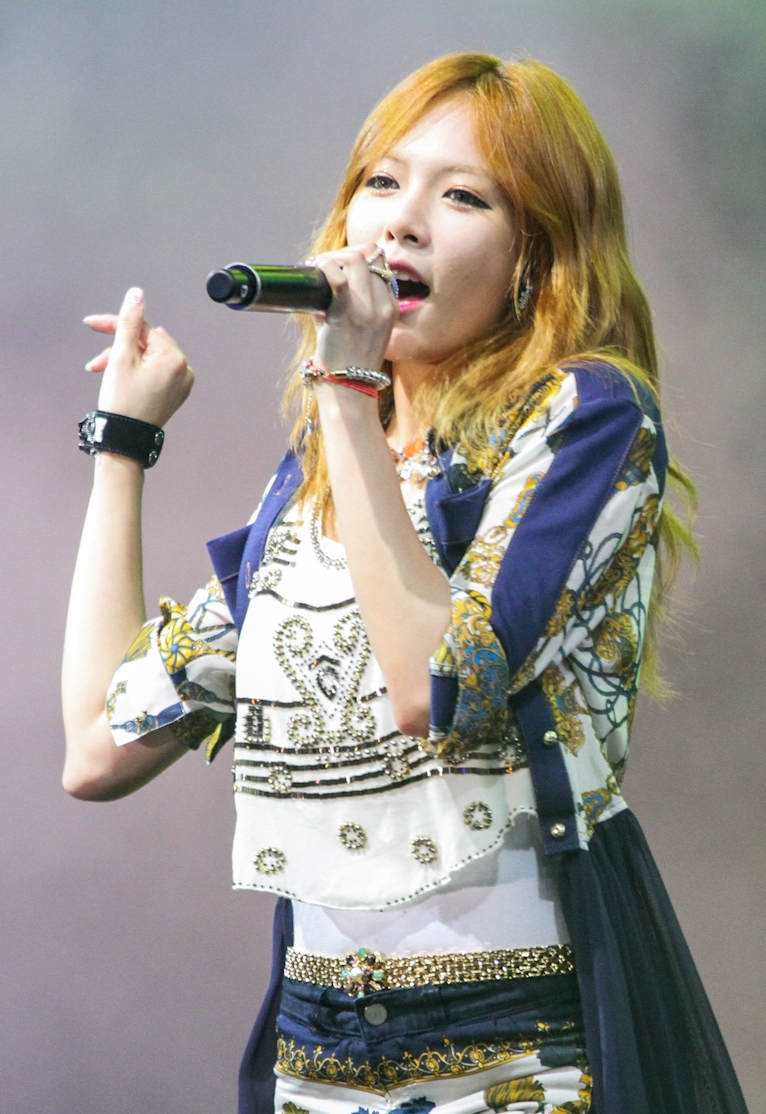
Hyuna sur scène en juillet 2012.

Elle débute avec le girl group Wonder Girls en 2007, sous le label de la JYP Entertainment, avec le single Irony. Hyuna quitte le groupe en juillet 2007, à cause d'une maladie chronique.
En 2008, elle quitte la JYP Entertainment pour rejoindre Cube Entertainment, où elle intègre le groupe 4Minute  en tant que rappeuse et danseuse principale. En juin 2009, elle fait ses débuts avec le girl group sur le single Hot Issue,. En 2009, Kim Hyuna fait de nombreux featurings, dont celui de Bittersweet avec Brave Brothers, Mabus, Red Roc et Basick and M en août 2009. Elle apparaît aussi dans des clips, dont Love Class de UEE, membre de After School.
Kim Hyuna commence sa carrière solo en janvier 2010, avec son single Change, qu'elle promeut dans divers émissions et shows TV. Le 10 novembre 2010, elle fait un featuring avec G.NA, sur la chanson Say You Love Me.
En juin 2011, avant la sortie de son EP, Hyuna participe à la version coréenne de Danse avec les stars. C'est le 5 juillet que sort son premier album solo Bubble Pop!. Dans ce mini-album, on retrouve des duos, notamment avec Dok2, Ji Yoon, G.NA et Jun Hyung (qui sont aussi sous le label de Cube Entertainment). Elle finit cette année avec un duo sur la chanson Trouble Maker, avec Jang Hyun-seung (membre du groupe Beast), qui forme avec elle un sous-groupe homonyme.
Le 12 février 2012, Hyuna commence à tourner dans la saison 2 de l'émission Saturday Freedom intitulée Birth of a Family, avec G.NA. Le show consiste à garder pendant quelques mois des animaux errants pour les aider à se reconstruire, les nourrir et prendre soin d'eux. Les deux chanteuses s'occupent d'un chien errant pendant deux mois. Birth of a Family est diffusé à partir du 3 mars 2012 en Corée du Sud sur KBS. En mars 2012, Hyuna fait ses débuts de designer en lançant sa propre collection de vêtements, chic, rétro et sexy, nommée Hyuna x SPICYCOLOR. En juillet 2012, elle participe au clip de Psy qui se nomme Gangnam Style. Dans cette vidéo, Hyuna joue le rôle d'une fille que le chanteur a remarquée dans le métro. Elle enregistre également sa propre version de cette chanson, ainsi qu'un second clip, en featuring avec Psy, Oppa Is Just My Style. Le 22 octobre 2012, Hyuna dévoile le clip de son nouveau titre Ice Cream, premier extrait de son nouvel album Melting, sorti également le 22 octobre 2012. Le 28 décembre, elle fait un featuring avec le chanteur Eru sur la chanson Don't Hurt.

### Du retour de Trouble Maker àA'wesome(2013–2016)

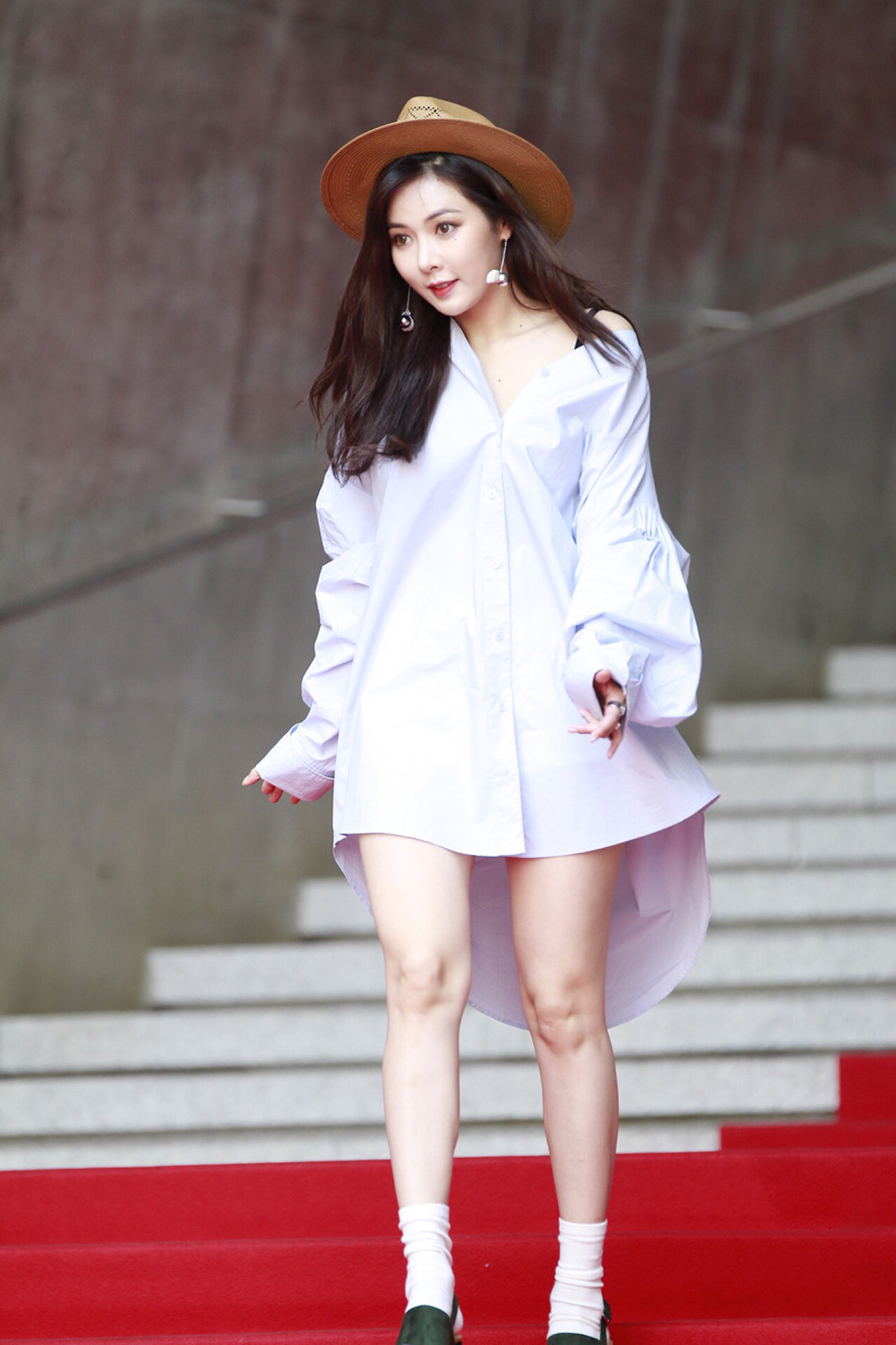
Hyuna à la Fashion Week de Séoul en 2016.

En 2013, Kim Hyuna devient la nouvelle égérie publicitaire pour la marque de vêtements G by Guess, version coréenne. Pour faire la promotion de ses nouvelles voitures Corolla, la marque Toyota décide de s'allier à Hyuna. Elle sort donc le single My Color, accompagné d'un clip, le 12 mars 2013. De plus, Toyota sort une application sur Apple qui comprend, entre autres, des vidéos de Hyuna enseignant quelques pas de la danse de My Color. Le 6 mai 2013, elle est victime d'un malaise. En effet, celle-ci s'est évanouie d'épuisement et de déshydratation à la suite de l'accumulation des prestations pour la promotion du nouveau single, What's Your Name de son groupe, 4Minute. Après être restée cinq jours à l’hôpital, son label, Cube Entertainment, annonce qu'elle fera une courte pause afin de lui éviter tout problème de santé,. Le 17 mai 2023, Hyuna fait son retour sur scène et rejoint les 4Minute pour poursuivre la promotion de leur quatrième mini-album, Name Is 4Minute.
Elle reste présente dans le mannequinat où la chanteuse pose pour Elle Korea en juillet 2013. Le 6 octobre 2013, Cube Entertainment annonce le retour de Trouble Maker, duo qu'elle forme avec Hyunseung du boys band Beast. Ainsi, le 26 octobre, Now, le titre-phare de leur deuxième mini-album en duo nommé Chemistry, est mis en ligne. Le titre est un succès, puisqu'il est à la tête des classements des meilleures ventes de plusieurs des sites de téléchargement légal coréens dont MelOn ou Naver Music, il est également à la première place du Billboard K-Pop Hot 100 et l'album atteint la 8e position du Billboard World Albums.
Le 26 juin 2014, Cube Entertainment annonce que Hyuna sortira son troisième album solo en juillet. Un programme documentaire intitulé Hyuna's Free Month est prévu sur SBS ; il documentera la préparation et les activités de promotion pour la sortie de l'album. Le 23 juillet, un premier teaser pour RED est mis en ligne suivi d'un deuxième le lendemain. Le 28 juillet est mis en ligne le clip de RED qui est le titre principal de l'album nommé A Talk qui sort le même jour. En septembre 2014, Hyuna devient le nouveau modèle pour la marque de cosmétique Tony Moly.
Le 6 juin 2015, il est annoncé que Hyuna devrait faire son retour en août. En effet, un représentant de son agence, la Cube Entertainment, déclare à la presse locale : « HyunA est en train de préparer un album solo afin de réaliser un retour en août mais rien n'est confirmé pour le moment. HyunA prépare constamment son retour solo. Alors que août est son objectif, aucune date ni aucun détail ne sont confirmés ». Le 5 août 2015, elle devient officiellement la nouvelle égérie pour la marque de vêtements CLRIDE.n. Le 21 août 2015, Hyuna fait son retour avec son quatrième mini-album solo. Intitulé A+, dont le titre-phare Because I'm the Best (mieux connu sous le nom de Roll Deep pour le marché international), est présenté la veille au public via une prestation à M! Countdown. Le MV de cette collaboration avec Ilhoon des BtoB est révélé dans son intégralité.
Le 20 juillet 2016, une source provenant de Cube Entertainment révèle que Hyuna va faire son retour en déclarant aux médias : « HyunA fera son comeback le 1er août. Elle proposera le concept sexy le plus chaud de l’été. ». Le 1er août 2016, elle sort donc son cinquième EP nommé A'wesome et le MV de son titre-phare, How's This?. Peu de temps après sa sortie, Hyuna a dominé de nombreux classements coréens mais le titre de la chanteuse est également bien placé en Chine. En plus des habituels classements musicaux, la jeune femme a atteint la première place des classements de clips vidéos de QQ Music et Yinyuetai. QQ Music n'est pas un classement K-pop, mais un classement musical complet comprenant tous les titres nationaux et internationaux.

### Lip and Hipet retour des Triple H (2017–2018)

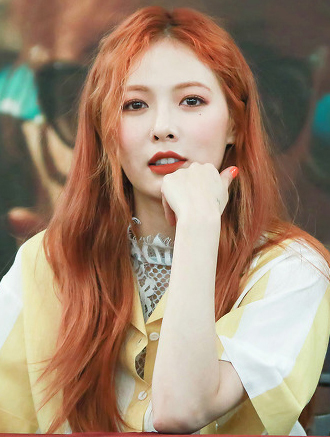
Hyuna à un fansign en mai 2017.

Le 17 février 2017, pour célébrer ses 10 ans de carrière, un fan-meeting spécial est organisé : Fantopia, Hyuna land. Lors de cet évènement, les fans peuvent choisir parmi différentes propositions le nom du fanclub de Hyuna. C'est finalement le nom A-ing qui est retenu. Le 28 mars 2017, Cube Entertainment a annoncé que Hyuna avait l'intention de participer à un nouveau groupe projet après Troublemaker. Le 5 avril, Cube Entertainment confirme que Hyuna et les membres de Pentagon, Hui et E'Dawn, devraient débuter en mai en tant que Second Troublemaker dans une nouvelle sous-unité nommée Triple H. Le 29 août 2017, elle sort son sixième mini-album, Following et le titre-phare Babe. Le 4 décembre 2017, Hyuna révèle Lip and Hip, un single de remerciement pour ses fans.
En janvier 2018, Hyuna devient l'ambassadrice en Corée de la campagne DO YOU de Puma. Le même mois, elle devient également ambassadrice pour la marque diététique GRN. Le 6 et le 8 avril, elle effectue deux concerts à Osaka, Japon. Le 18 juillet, le groupe Triple H fait son retour avec le mini-album Retro Futurism et la chanson Retro Future. Le 3 août 2018, elle officialise sa relation avec Dawn, membre du groupe Pentagon et de Triple H. Ils admettent sortir ensemble depuis mai 2016 et ont souhaité révéler leur relation par honnêteté envers les fans qui les ont soutenus jusque-là. Leur agence met alors fin à la promotion du groupe Triple H.
Le 13 septembre 2018, elle est renvoyée de Cube Entertainment avec Dawn en raison de leur couple. En effet, l'agence estime avoir « perdu confiance » envers les deux artistes après l'annonce publique de leur couple sans son accord. Cependant, à la suite d'une chute importante du prix de ses parts, l'agence est revenue sur sa décision. L'annonce de leur renvoi fait le tour du monde et de nombreux articles sont publiés à leur sujet, notamment dans le New York Times, Teen Vogue, BBC News, Billboard, CNN International, etc. 
Le 15 octobre 2018, son départ de l'agence est confirmé après un accord commun.

### P-Nation etFlower Shower(depuis 2019)
Le 27 janvier 2019, elle rejoint officiellement l'agence PNation du chanteur Psy. Le 5 novembre 2019, Hyuna fait son retour avec le single Flower Shower dans un clip fleuri aux couleurs vives. C'est son premier retour solo depuis Lip and Hip en 2017. Le single se place no 6 au Billboard des ventes digitales mondiales.
Le 29 août 2022, Hyuna ainsi que Dawn décident de quitter la PNation.

## Filmographie

### Film
| Année | Titre       | Rôle   | Note(s)             |
| ----- | ----------- | ------ | ------------------- |
| 2010  | Midnight FM | Sayoon | Premier film, caméo |

### Télévision
| Année   | Titre                     | Chaîne        | Note(s)                                    |
| ------- | ------------------------- | ------------- | ------------------------------------------ |
| 2009–10 | Invincible Youth          | KBS2          | Personnage principal                       |
| 2010    | Waving the Korean Flag    | SBS           | Personnage principal                       |
| 2011    | Dancing with the Stars    | MBC           | Concurrente (partenaire avec Nam Kee-yong) |
| 2011    | Hello Counselor           | KBS2          | Invitée (Épisode 29,169, 183, 211)         |
| 2012    | Birth of a Family 2       | KBS2          | Personnage principal                       |
| 2013    | Running Man               | SBS           | Invitée (Épisode 93, 94, 132)              |
| 2013    | Happy Together            | KBS           | Invitée (Épisode 306)                      |
| 2014    | Hyuna's Free Month        | SBS MTV       | Documentaire                               |
| 2016    | Happy Together            | KBS           | Invitée (Épisode 459)                      |
| 2016    | Hyuna X 19                | SBS MTV       | Documentaire                               |
| 2017    | Lipstick Prince           | OnStyle       | invitée avec Triple H                      |
| 2017    | Triple H Detective Agency | KStar Cube TV | Personnage principal                       |
| 2017    | Knowing Bros              | JTBC          | Invitée (Épisode 92)                       |
| 2017    | The Unit                  | KBS2          | Mentor                                     |

## Concerts
- 2016 : Hyuna Asia Tour Fan Meeting - The Queen's Back (9 septembre 2016 à Taipei, 10 juin 2016 à Canton, Chine, 17 septembre 2016 à Shanghai et 26 novembre 2016 à Singapour)
- 2017 : Hyuna North American Tour Fan Meeting - The Queen's Back (22 février 2017 à Vancouver, 24 février 2017 à Toronto, 26 février 2017 à Montréal, 1er mars 2017 à Chicago, 3 mars 2017 à New York, 6 mars 2017 à Dallas, 9 mars 2017 à San Francisco et 10 mars 2017 à Los Angeles)

### Festivals
- 2013 : SXSW Music Festival in North America (2013)
- 2016 : Viral Fest Asia 2016

## Distinctions

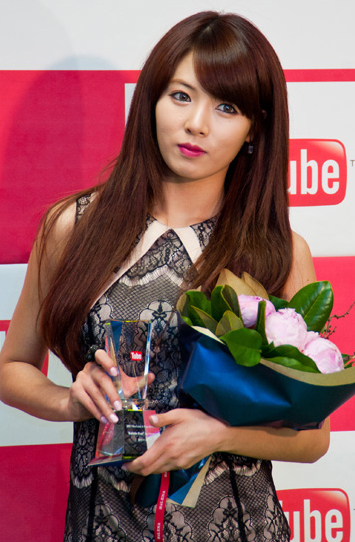
Hyuna en 2011, recevant un prix à la cérémonie des YouTube Awards.

| Année                            | Prix                                                 | Travail nommé                  | Résultat   |
| -------------------------------- | ---------------------------------------------------- | ------------------------------ | ---------- |
| Golden Disc Awards               |                                                      |                                |            |
| 2014                             | Digital Bonsang                                      | Red                            | Lauréat    |
| Gaon Chart Music Awards          |                                                      |                                |            |
| 2010                             | Streaming Award                                      | Change                         | Lauréat    |
| BreakTudo Awards 2018            |                                                      |                                |            |
| 2018                             | K-pop Female Artist                                  | Elle-même                      | Nomination |
| Herald Donga TV Lifestyle Awards |                                                      |                                |            |
| 2012                             | Hot Icon Award                                       | NC                             | Lauréat    |
| Mnet Asian Music Awards          |                                                      |                                |            |
| 2010                             | Meilleure performance dance – solo                   | Change                         | Nomination |
| 2011                             | Meilleure performance dance – solo                   | Bubble Pop!                    | Lauréat    |
| 2012                             | Meilleure performance dance – solo                   | Ice Cream                      | Nomination |
| 2012                             | Mnet Asian Music Award de la meilleure collaboration | Trouble Maker (avec Hyunseung) | Lauréat    |
| 2012                             | Chanson de l'année                                   | Ice Cream                      | Nomination |
| 2014                             | Chanson de l'année                                   | Red                            | Nomination |
| 2014                             | Meilleure performance dance – Solo                   | Red                            | Nomination |
| 2014                             | Artiste de l'année                                   | Elle-même                      | Nomination |
| 2014                             | Meilleure artiste féminine                           | Elle-même                      | Nomination |
| 2015                             | Artiste UnionPay de l'année                          | Elle-même                      | Nomination |
| 2015                             | Meilleure artiste féminine                           | Elle-même                      | Nomination |
| 2015                             | Chanson UnionPay de l'année                          | Roll Deep                      | Nomination |
| 2015                             | Meilleure performance dance – solo                   | Roll Deep                      | Lauréat    |
| 2016                             | Meilleure performance dance – solo                   | How's This?                    | Nomination |
| 2016                             | Chanson UnionPay de l'année                          | How's This?                    | Nomination |
| 2016                             | Artiste UnionPay de l'année                          | Elle-même                      | Nomination |
| 2017                             | Chanson de l'année                                   | Babe                           | Nomination |
| 2017                             | Meilleure performance dance – solo                   | Babe                           | Nomination |
| 2018                             | Meilleure performance dance – solo                   | Lip and Hip                    | Nomination |
| MelOn Music Awards               |                                                      |                                |            |
| 2012                             | Global Star Award                                    | Elle-même                      | Nomination |
| 2017                             | MBC Music Star Award                                 | Elle-même                      | Lauréat    |
| Mnet 20's Choice Awards          |                                                      |                                |            |
| 2012                             | Performance à la vingtaine                           | Elle-même                      | Lauréat    |
| SBS MTV Best of the Best         |                                                      |                                |            |
| 2012                             | Best Global                                          | Elle-même                      | Nomination |
| 2012                             | Meilleure artiste solo                               | Elle-même                      | Nomination |
| 2012                             | Meilleur caméo                                       | Gangnam Style                  | Nomination |
| 2012                             | Meilleure collaboration avec PSY                     | Oppa Is Just My Style          | Nomination |
| 2014                             | Meilleure artiste solo                               | Elle-même                      | Nomination |
| 2014                             | Clip sexy                                            | Red                            | Nomination |
| Seoul Music Awards               |                                                      |                                |            |
| 2013                             | Bonsang Award                                        | Ice Cream                      | Nomination |
| 2013                             | Popularity Award                                     | Ice Cream                      | Nomination |
| 2015                             | Dance Performance Award                              | Red                            | Lauréat    |
| YinYueTai V-Chart Awards         |                                                      |                                |            |
| 2013                             | Meilleure artiste coréenne                           | Elle-même                      | Lauréat    |
| World Music Awards               |                                                      |                                |            |
| 2014                             | Meilleure artiste féminine du monde                  | Elle-même                      | Nomination |
| 2014                             | Meilleur groupe live                                 | Elle-même                      | Nomination |
| 2014                             | Meilleure artiste du monde                           | Elle-même                      | Nomination |

### Émissions musicales

#### Show Champion
| Année | Date    | Chanson |
| ----- | ------- | ------- |
| 2014  | 6 août  | Red     |
| 2014  | 13 août | Red     |

#### M! Countdown
| Année | Date    | Chanson     |
| ----- | ------- | ----------- |
| 2016  | 11 août | How's This? |

#### Inkigayo
| Année | Date    | Chanson     |
| ----- | ------- | ----------- |
| 2016  | 14 août | How's This? |

## Égérie
- Tony Moly (2014-2016)
- CLRIDE.n (depuis 2015)
- Puma[66]  (depuis 2018)
- Grn (depuis 2018)